# Ким Ён Джун (хоккеист на траве)
Ким Ён Джун (кор. 김영준; род. 15 августа 1967) — южнокорейский хоккеист на траве, полевой игрок. Участник летних Олимпийских игр 1988 года, чемпион летних Азиатских игр 1986 года.

## Биография
Ким Ён Джун родился 15 августа 1967 года.
В 1986 году в составе сборной Южной Кореи по хоккею на траве завоевал золотую медаль летних Азиатских игр в Сеуле.
В 1988 году вошёл в состав сборной Южной Кореи по хоккею на траве на летних Олимпийских играх в Сеуле, занявшей 10-е место. Играл в поле, провёл 7 матчей, забил 1 мяч в ворота сборной Индии.